# Boulevard Taras-Chevtchenko (Zaporijjia)
Pour les articles homonymes, voir Taras Chevtchenko (homonymie).
Le boulevard Taras-Chevtchenko (en ukrainien : Бульвар Шевченка (Запоріжжя)) est une artère située dans la ville de Zaporijjia en Ukraine.

## Situation
L'artère commence Soborny prospect jusqu'à la plage Jdanov.

## Histoire
L'artère a été nommée Andreï Jdanov en 1949, conformément à une loi du 26 janvier 1989. 

### Bâtiments remarquables

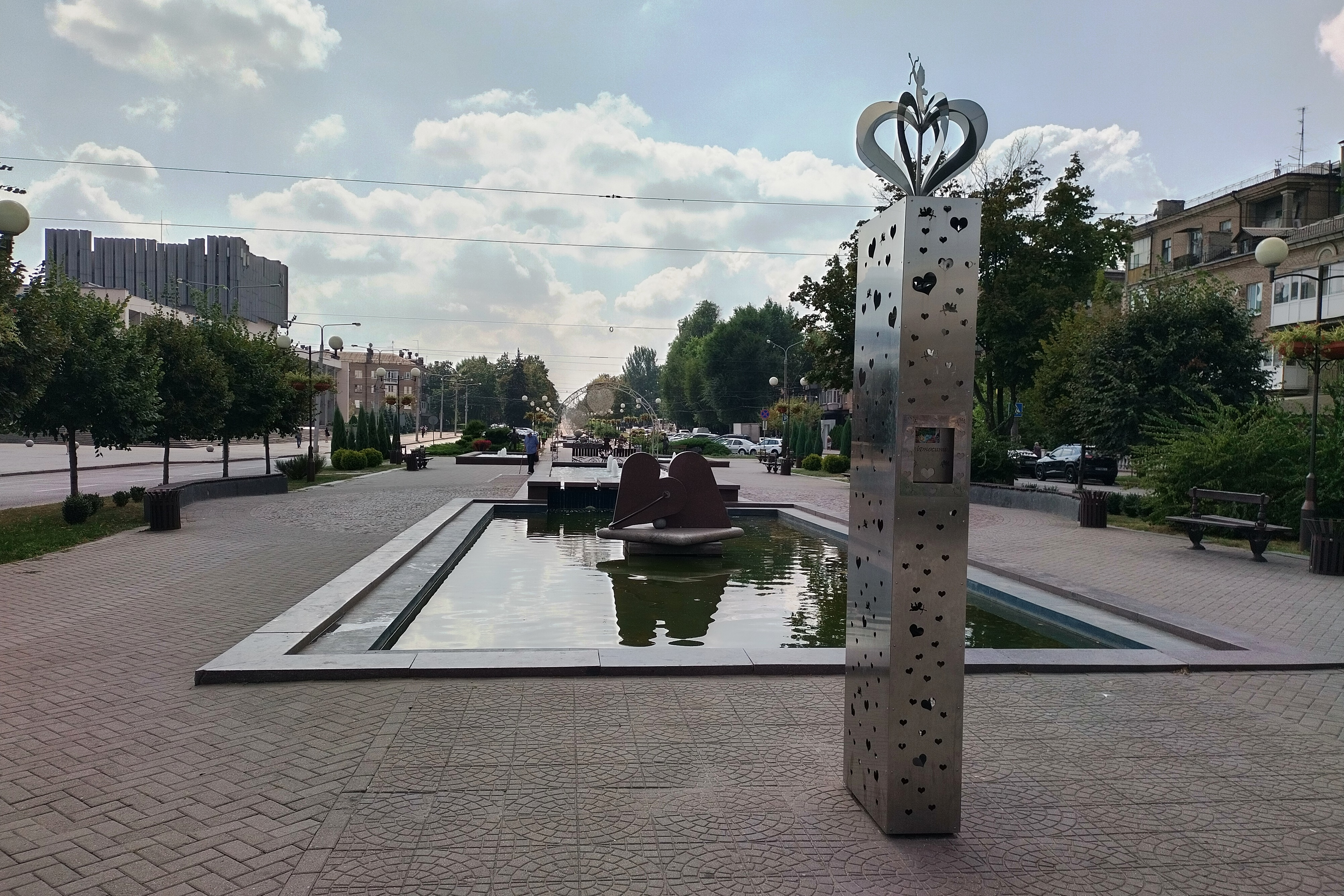
L'horloge des amoureux ;
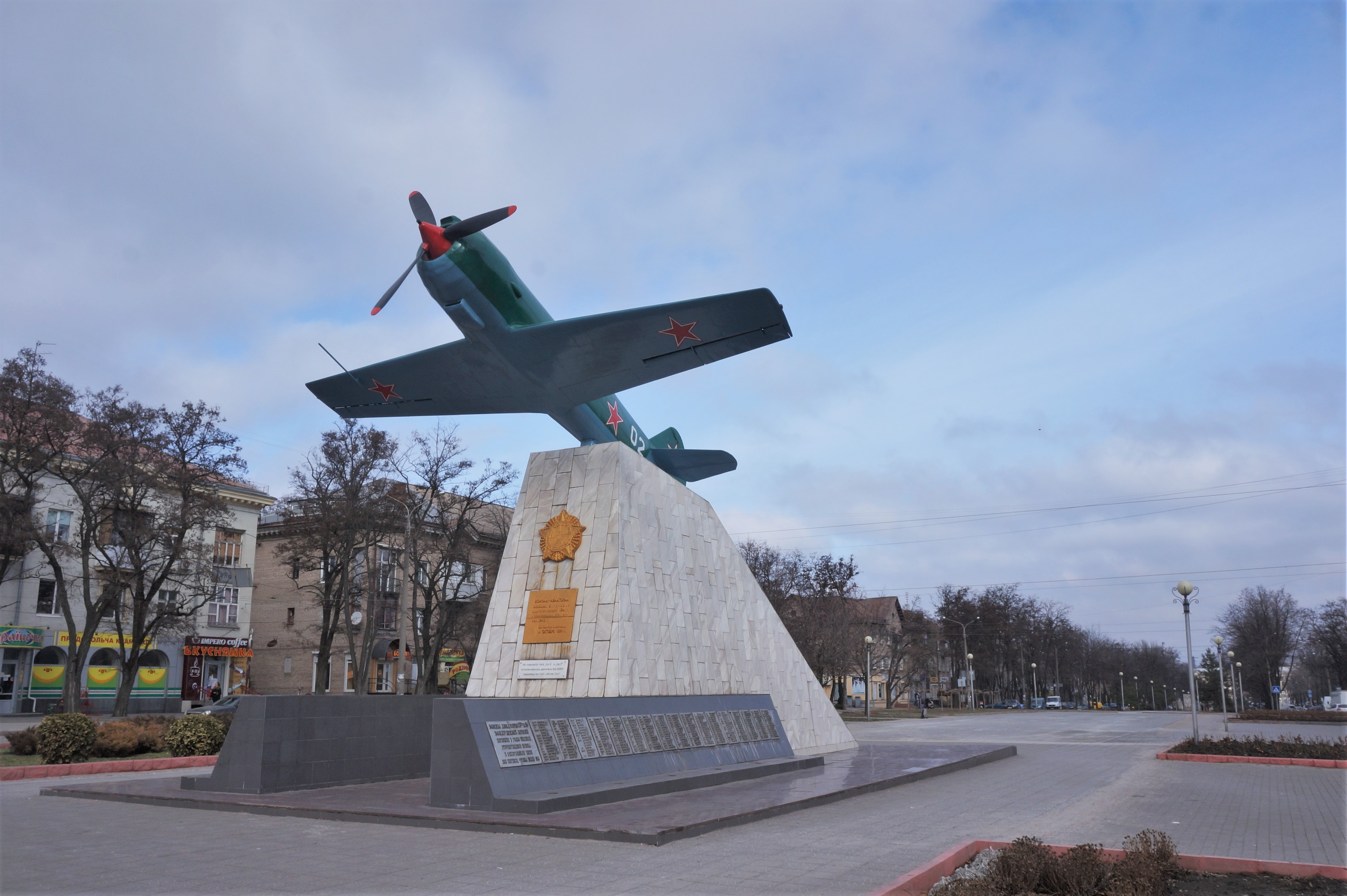
monument aux pilotes soviétiques classé [2],
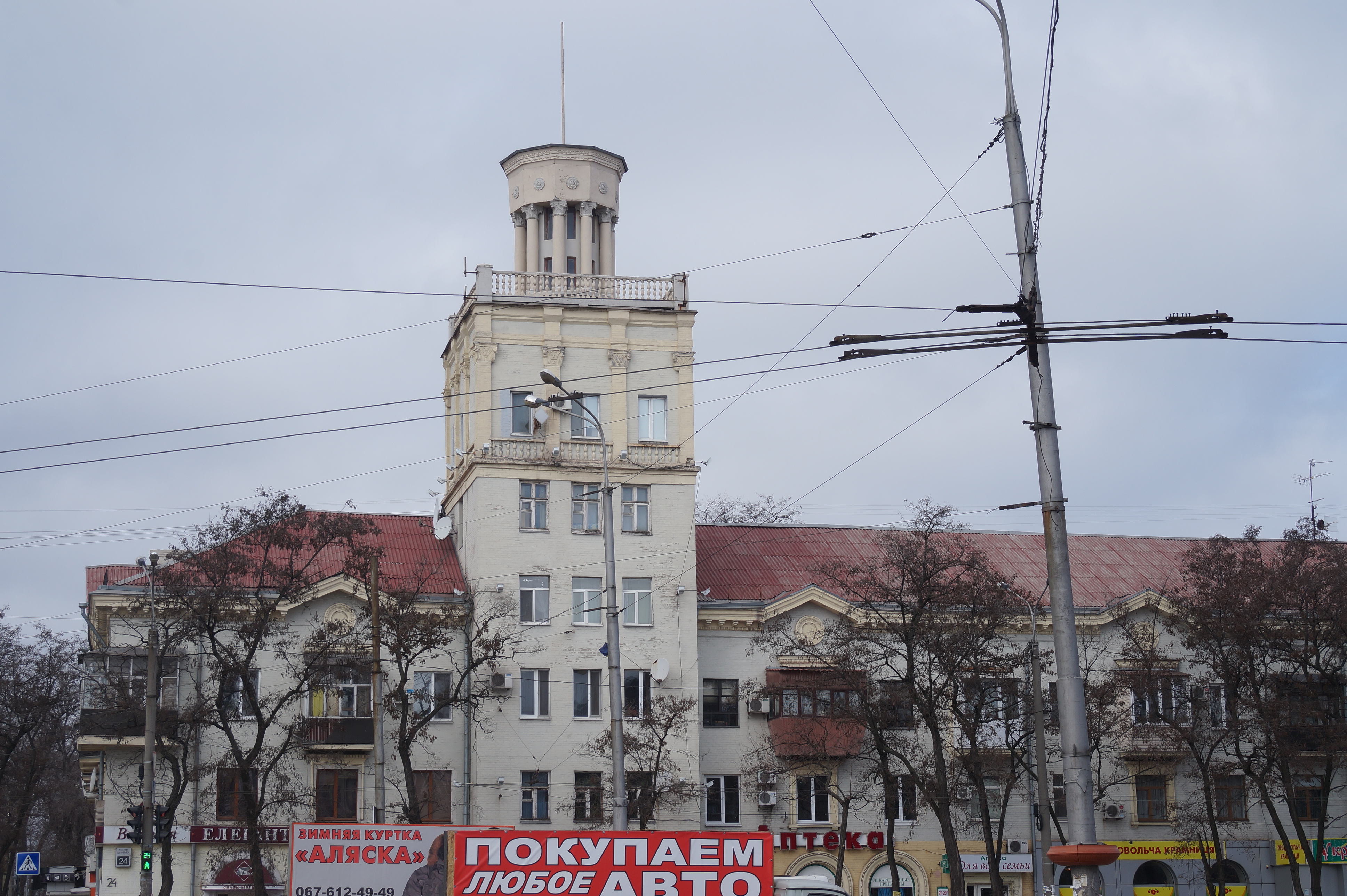
l'hôpital n°10 classé [3],
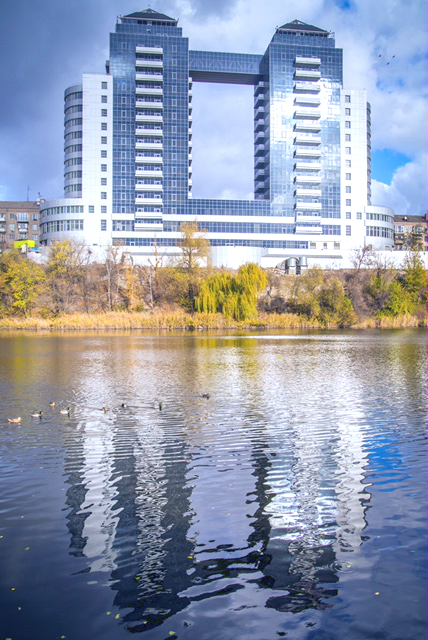
immeuble Khortitsia.

## Voir également
- Zaporijjia.